# Chlorure de propanoyle
Le chlorure de propanoyle ou chlorure de propionyle et un composé organique de formule CH3CH2C(O)Cl. C'est le chlorure d'acyle dérivé de l'acide propanoïque. 

## Propriétés
Le chlorure de propanoyle se présente sous la forme liquide jaunâtre très volatil, à l'odeur désagréable. C'est un liquide hautement inflammable, dont les vapeurs forment avec l'air des mélanges explosifs. Il se décompose violemment dans l'eau, libérant du chlorure d'hydrogène. Il présente des risques aigus et chroniques pour la santé.

## Synthèse
Le chlorure de propanoyle peut être obtenu en faisant réagir l'acide propanoïque avec du trichlorure de phosphore ou du chlorure de thionyle,.

## Utilisation
Le chlorure de propanoyle est utilisé comme réactif en synthèse organique. Il est notamment utilisé pour l'insertion du groupe propanoyle et la synthèse des esters propanoïques. Dans les amides et esters dérivés chiraux, les atomes d'hydrogène du groupe méthylène sont diastéréotopes. 